# اوستیانو
اوستیانو (به ایتالیایی: Ostiano) یک کومونه در ایتالیا است که در استان کریمونا واقع شده‌است.

## خصوصیات
اوستیانو ۱۹٫۴ کیلومترمربع مساحت و ۳٬۰۵۴ نفر جمعیت دارد.